# Adrián Mateos
Adrián Mateos Díaz (Madrid, 1º luglio 1994) è un giocatore di poker spagnolo.

## Carriera
È il vincitore della World Series of Poker Europe 2013: oltre ad aver conquistato il suo primo braccialetto WSOP, ha centrato la vincita di 1 milione di euro. Nell'heads-up finale ha sconfitto il francese Fabrice Soulier. Prima del titolo WSOPE, Mateos aveva chiuso al 1º posto l'Estrellas Poker Tour Madrid 2013 di Madrid, piazzamento che gli ha fruttato €103.053 di vincita.
Mateos è il secondo più giovane vincitore di sempre di un braccialetto WSOP (dopo Annette Obrestad), nonché il secondo spagnolo ad esserci riuscito (dopo Carlos Mortensen).